# Rhodostrophia rara
Rhodostrophia rara är en fjärilsart som beskrevs av Butler 1889. Rhodostrophia rara ingår i släktet Rhodostrophia och familjen mätare. Inga underarter finns listade.